# Liste der Biografien/Rui
Liste der Biografien |
Portal Biografien |
Personensuche
# |
A |
B |
C |
D |
E |
F |
G |
H |
I |
J |
K |
L |
M |
N |
O |
P |
Q |
R |
S |
T |
U |
V |
W |
X |
Y |
Z |
?
 
Ra |
Rb |
Rd |
Re |
Rh |
Ri |
Rj |
Rk |
Rl |
Rm |
Rn |
Ro |
Rr |
Rs |
Rt |
Ru |
Rv |
Rw |
Rx |
Ry |
Rz
 
Rua |
Rub |
Ruc |
Rud |
Rue |
Ruf |
Rug |
Ruh |
Rui |
Ruj |
Ruk |
Rul |
Rum |
Run |
Ruo |
Rup |
Rur |
Rus |
Rut |
Ruu |
Ruv |
Ruw |
Rux |
Ruy |
Ruz
Die Liste der Biografien führt alle Personen auf, die in der deutschsprachigen Wikipedia einen Artikel haben. Dieses ist eine Teilliste mit 229 Einträgen von Personen, deren Namen mit den Buchstaben „Rui“ beginnt.

## Rui
- Rui Licínio (* 1974), portugiesischer Fußballschiedsrichterassistent
- Rui Zhenggao (1919–2015), taiwanischer Diplomat
- Rui, Chenggang (* 1977), chinesischer Fernsehjournalist
- Rui, Manuel (* 1941), angolanischer Dichter und Schriftsteller
- Rui, Mário (* 1991), portugiesischer Fußballspieler
- Rui, Naiwei (* 1963), chinesische Go-Spielerin
- Rui, Renato (* 1979), brasilianischer Handballspieler

### Ruia
- Ruia, Ravi (* 1949), indischer Unternehmer
- Ruia, Shashi (1943–2024), indischer Unternehmer

### Ruib
- Ruibal, Javier (* 1955), spanischer Musiker, Sänger, Komponist und Liedermacher

### Ruic
- Ruican, Iulică (* 1971), rumänischer Ruderer
- Ruick, Barbara (1932–1974), amerikanische Schauspielerin und Sängerin
- Ruickoldt, Ernst (1892–1972), deutscher Pharmakologe, Hochschullehrer und Rektor der Universität Rostock
- Ruicu-Eșanu, Otilia (* 1978), rumänische Leichtathletin

### Ruid
- Ruidíaz, Raúl (* 1990), peruanischer Fußballspieler

### Ruij
- Ruijgh, Cornelis Jord (1930–2004), niederländischer Altphilologe
- Ruijgh, Rob (* 1986), niederländischer Radrennfahrer
- Ruijsch, Aletta (1860–1930), niederländische Malerin
- Ruijscher, Jan, niederländischer Graphiker, Radierer und Maler
- Ruijter, Henny de (1929–2013), niederländischer Karambolagespieler und Unternehmer
- Ruijter, Kees de (1925–1983), niederländischer Karambolagespieler
- Ruijters, Marcel (* 1966), niederländischer Comicautor und Illustrator
- Ruijven, Lara van (1992–2020), niederländische ShorttrackerinLara van Ruijven (1992–2020)

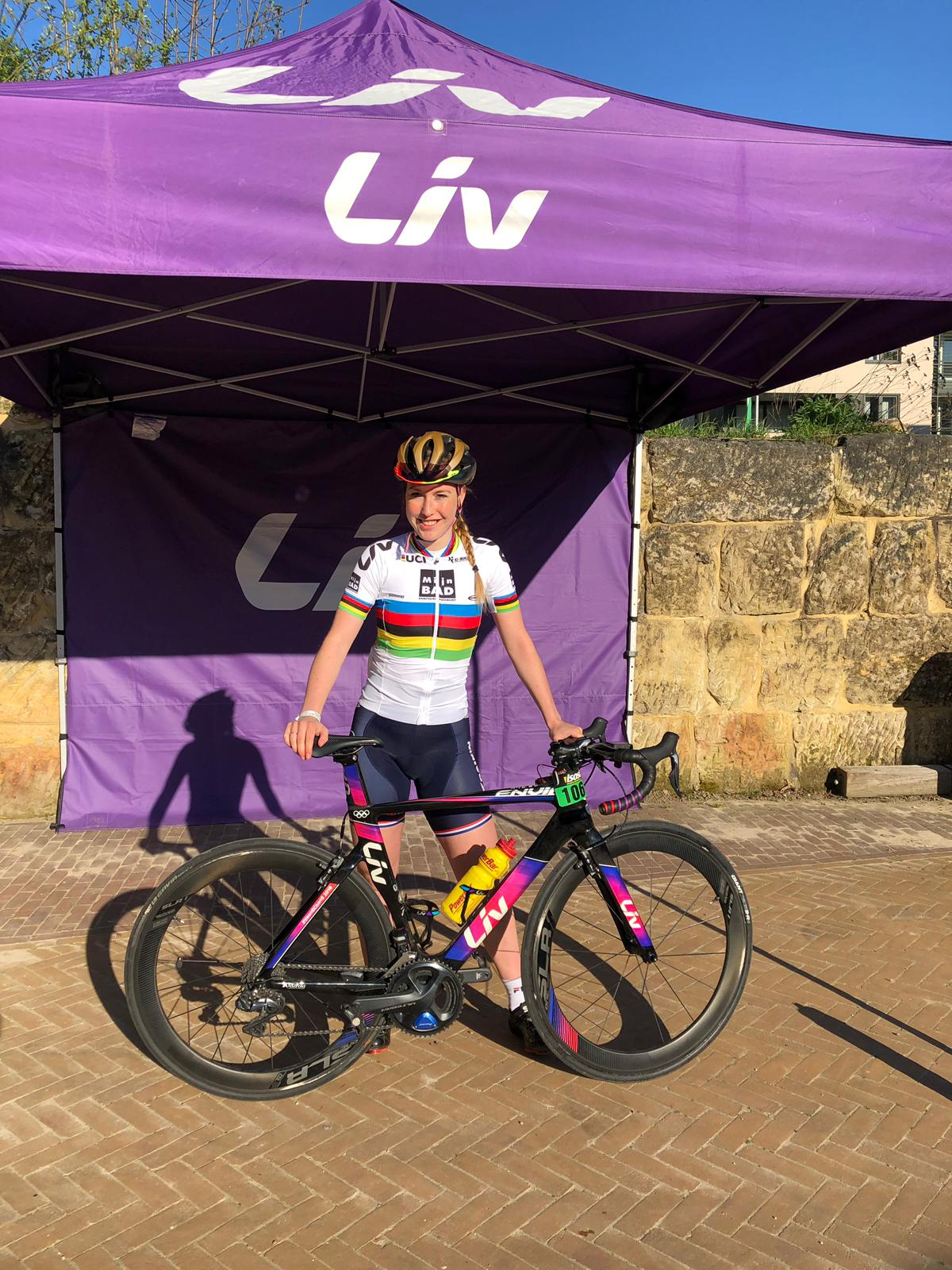
Lara van Ruijven (1992–2020)

- Ruijven, Theodorus van (* 1938), niederländischer Priester, Apostolischer Vikar von Nekemte

### Ruik
- Ruikers, Charles (* 1945), niederländischer Radrennfahrer

### Ruil
- Ruile, Margit (* 1967), deutsche Kinder- und Jugendbuchautorin
- Ruilova, Aïda (* 1974), US-amerikanische Künstlerin

### Ruim
- Ruimonte, Pedro (1565–1627), spanischer Komponist
- Ruimschotel, Frits (1922–1987), niederländischer Wasserballspieler

### Ruin
- Ruin, Sebastian (* 1976), deutscher Musiker und Songwriter
- Ruinart de Brimont, Jules (1836–1898), französischer Porträt-, Genre- und Landschaftsmaler der Düsseldorfer Schule
- Ruinelli, Andrea (1555–1617), Schweizer Notar, Rektor und Mediziner
- Ruinelli, Armando (* 1954), Schweizer Architekt
- Ruiner, Arnold (1937–2011), österreichischer Radrennfahrer
- Ruiner, Caroline (* 1979), deutsche Soziologin und Wirtschaftswissenschaftlerin
- Ruini, Camillo (* 1931), italienischer Geistlicher, Kardinal der römisch-katholischen Kirche
- Ruini, Carlo (1530–1598), Anatom, Autor des veterinärmedizinischen Werkes „Anatomia del Cavallo“
- Ruini, Meuccio (1877–1970), italienischer Politiker

### Ruip
- Ruipérez Sánchez, Martín (1923–2015), spanischer Gräzist und Sprachwissenschaftler

### Ruis
- Ruis, Willem (1945–1986), niederländischer Hörfunk- und Fernsehmoderator
- Ruisánchez, Julia Nava de (1883–1964), Akteurin während der Mexikanischen Revolution
- Ruisdael, Jacob van († 1682), niederländischer Landschaftsmaler und RadiererJacob van Ruisdael († 1682)

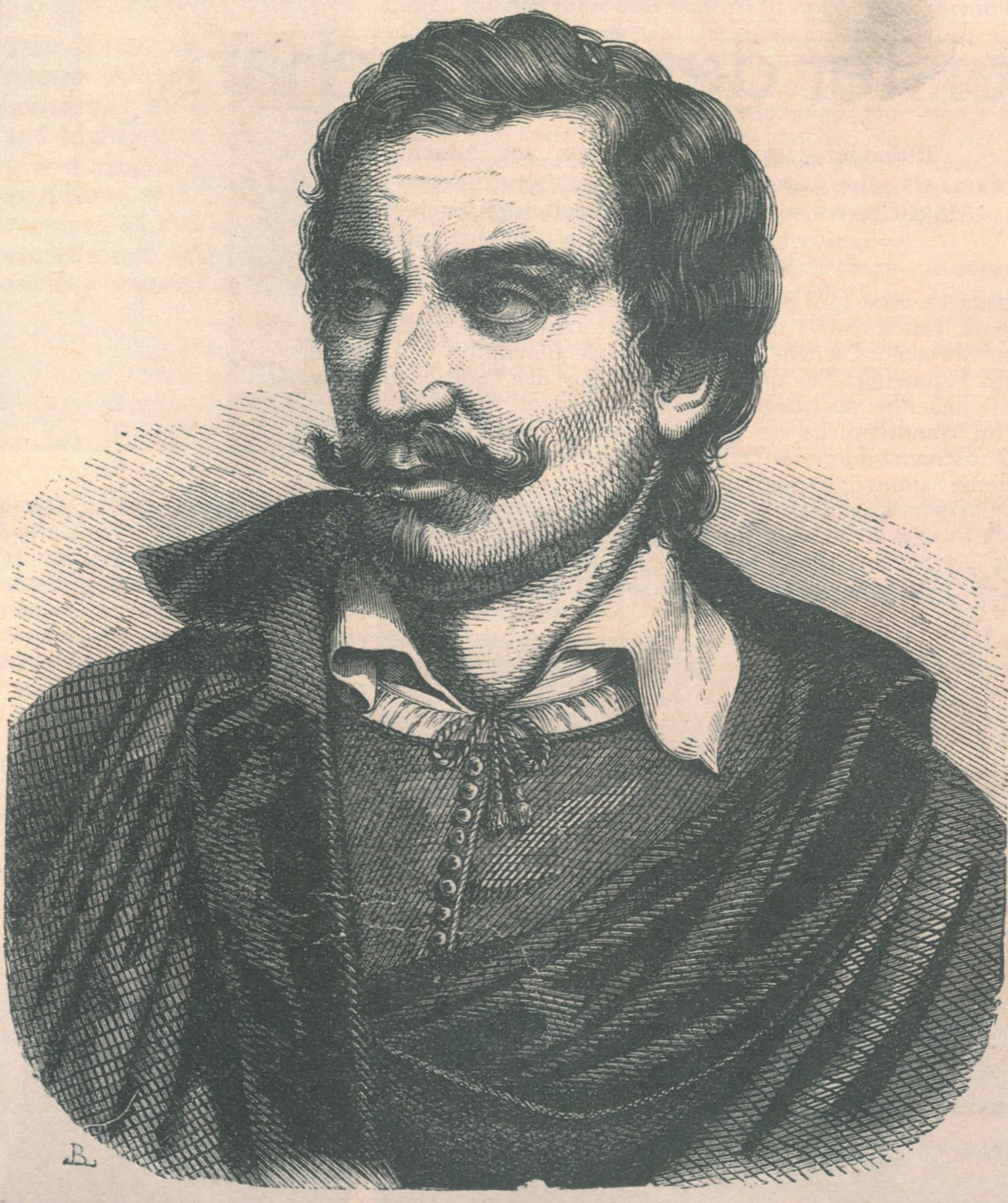
Jacob van Ruisdael († 1682)

- Ruiseco Vieira, Carlos José (* 1935), kolumbianischer Geistlicher, emeritierter Erzbischof von Cartagena
- Ruisinger, Franz (1839–1915), württembergischer Verwaltungsbeamter
- Ruisinger, Franz (1906–2007), deutscher Jurist
- Ruisinger, Marion Maria (* 1963), deutsche Medizinerin, Medizinhistorikerin und Museumsdirektorin
- Ruiss, Gerhard (* 1951), österreichischer Autor und MusikerGerhard Ruiss (* 1951)

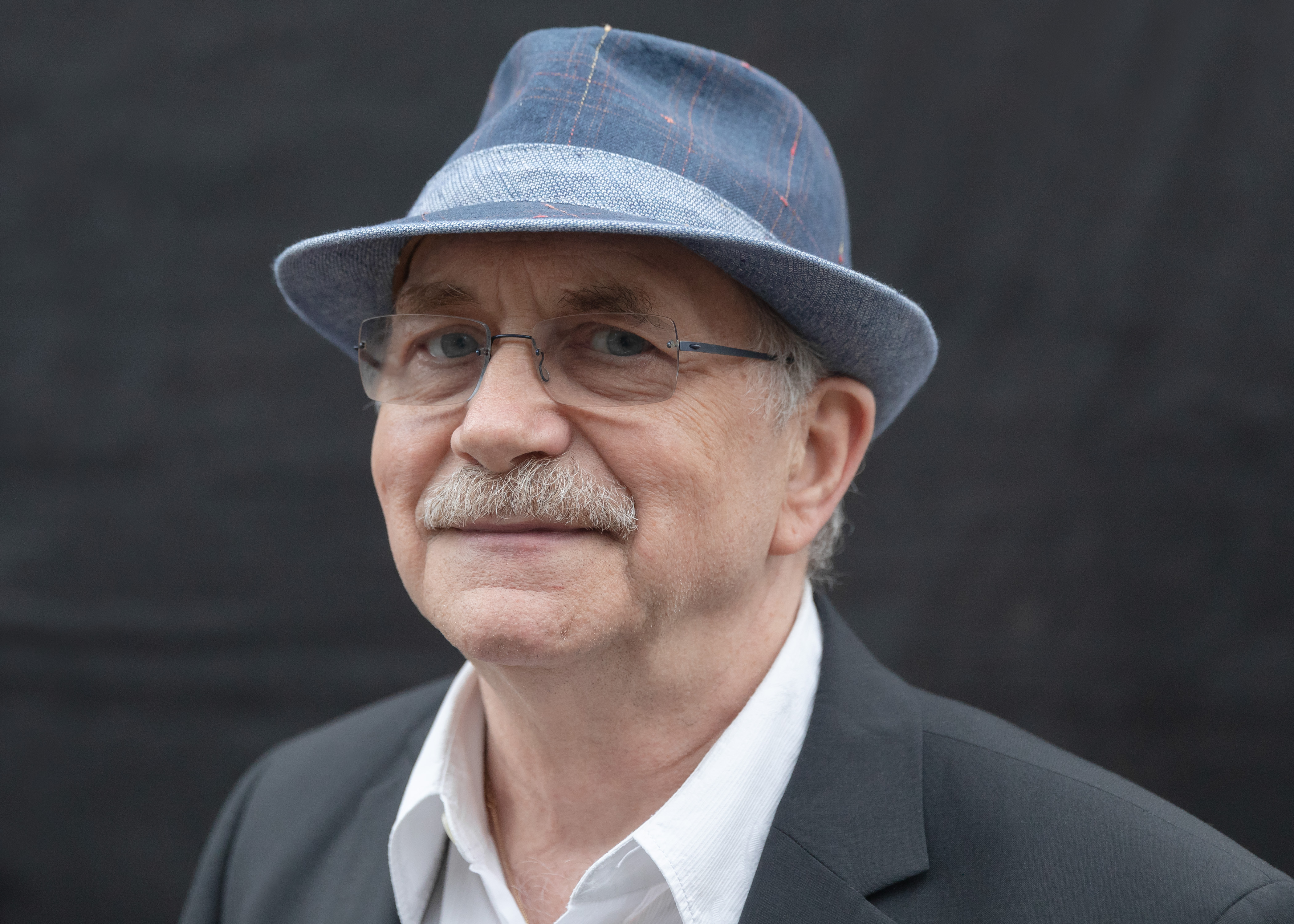
Gerhard Ruiss (* 1951)

- Ruiss, Harald (* 1981), österreichischer Fußballschiedsrichter
- Ruissalo, Jorma (1912–2006), finnischer Eisschnellläufer
- Ruissen, Bert-Jan (* 1972), niederländischer Politiker der Staatkundig Gereformeerde Partij (SGP)

### Ruit
- Ruit, Annie van de (1904–1992), niederländische Malerin, Illustratorin und Zeichnerin
- Ruit, Frans van de (1946–2006), niederländischer Radrennfahrer
- Ruit, Gerrit van de (1911–1981), niederländischer Radrennfahrer
- Ruit, John van de (* 1975), südafrikanischer Autor und Schauspieler
- Ruitenbeek, Emmanuel van (* 1987), niederländischer Radrennfahrer
- Ruitenbeek, Malaya van (* 1982), niederländischer Radrennfahrer
- Ruiter de Oliveira Santos, Carlos (* 1943), brasilianischer Fußballspieler
- Ruiter, Jan (* 1946), niederländischer Fußballtorhüter
- Ruiter, Jay de (* 2001), niederländischer Eishockeyspieler
- Ruiter, Job de (1930–2015), niederländischer Politiker (ARP, CDA), Minister und Hochschullehrer
- Ruiter, Jorrit de (* 1986), niederländischer Badmintonspieler
- Ruiter, Marita, Kunstsammlerin, Kuratorin und Galeristin
- Ruiter, Maximiliaan (1900–1974), niederländischer Dermatologe und Hochschullehrer
- Ruiter, Michiel de (* 1964), niederländischer Freestyle-Skier
- Ruiter, Niels de (* 1983), niederländischer Dartspieler
- Ruiter, Nol de (1940–2025), niederländischer Fußballtrainer
- Ruiter, Robbin (* 1987), niederländischer Fußballspieler
- Ruiter, Robin de (* 1951), niederländischer Autor und Verschwörungstheoretiker
- Ruiter, Sjoerd (1951–2017), niederländischer Fußballspieler
- Ruiter, Wesley de (* 1986), niederländischer Fußballspieler
- Ruiter, Wietske de (* 1970), niederländische Hockeyspielerin
- Ruith, Adolf von (1872–1950), deutscher General der Infanterie der Reichswehr
- Ruitlane, Olavi (* 1969), estnischer Schriftsteller
- Ruits, Emil Philipp Friedrich von (1727–1800), preußischer Generalleutnant, Kommandant von Glogau
- Ruits, Friedrich Leopold von (1736–1811), preußischer Generalleutnant, Chef des Infanterieregiments Nr. 8, Kommandant von Warschau
- Rüitz, Erdmann Ernst von (1693–1756), preußischer Generalleutnant, Chef des Dragonerregimentes Nr. 7

### Ruiv
- Ruivivar, Anthony (* 1970), US-amerikanischer SchauspielerAnthony Ruivivar (* 1970)

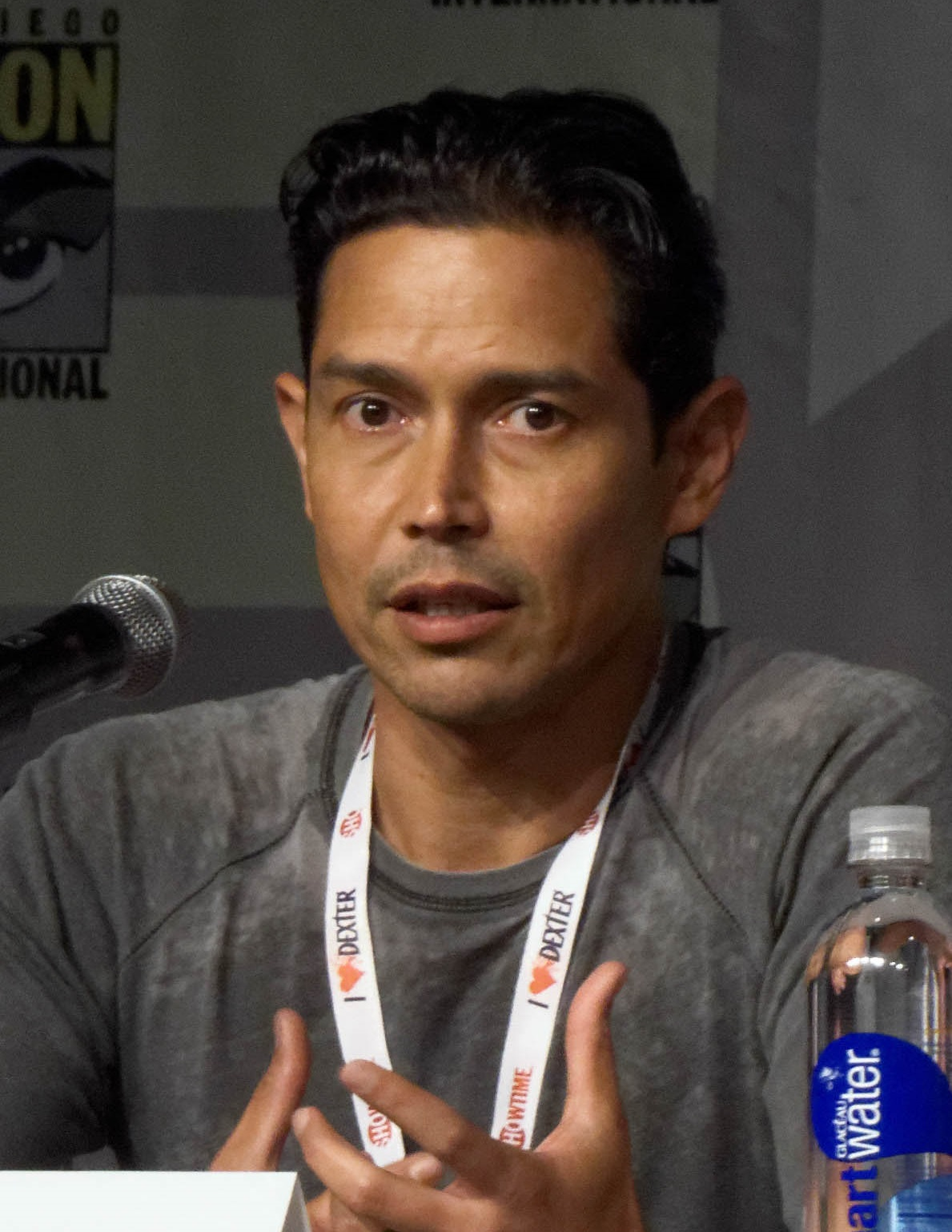
Anthony Ruivivar (* 1970)

- Ruivo Trindade, Gabriela (* 1970), portugiesische Schriftstellerin
- Ruivo, Catarina (* 1971), portugiesische Filmregisseurin, Filmeditorin und Drehbuchautorin

### Ruiz
- Ruiz Abril, Víctor (* 1993), spanischer Fußballspieler
- Ruiz Aguilera, Ventura (1820–1881), spanischer Dichter
- Ruiz Alonso, Lucas (* 1996), uruguayischer Fußballspieler
- Ruiz Anchía, Juan (* 1949), spanischer Kameramann
- Ruiz Arenas, José Octavio (* 1944), kolumbianischer Geistlicher, Kurienerzbischof
- Ruiz Armengol, Mario (1914–2002), mexikanischer Komponist, Pianist und Dirigent
- Ruiz Belvis, Segundo (1829–1867), puerto-ricanischer Abolitionist
- Ruiz Cabestany, Pello (* 1962), spanischer Radrennfahrer
- Ruiz Calavera, Genoveva (* 1962), spanische EU-Beamtin und Generaldirektorin
- Ruiz Casanova, Sergio (* 1977), spanischer Handballspieler
- Ruiz Castillo, Carolina (* 1981), spanische Skirennläuferin
- Ruiz Cerutti, Susana (1940–2024), argentinische Diplomatin, Staatssekretärin und Außenministerin
- Ruiz Cervilla, Antonio (* 1937), spanischer Fußballspieler und -trainer
- Ruiz de Alarcón, Juan († 1639), spanischer Dramatiker
- Ruiz de Alda, Julio (1897–1936), spanischer Flugzeugpilot und Politiker
- Ruiz de Apodaca, Juan (1754–1835), Vizekönig von Neuspanien
- Ruiz de Burton, María (1832–1895), mexikanisch-amerikanische Schriftstellerin
- Ruiz de la Prada, Ágatha (* 1960), spanische Modedesignerin und UnternehmerinÁgatha Ruiz de la Prada (* 1960)

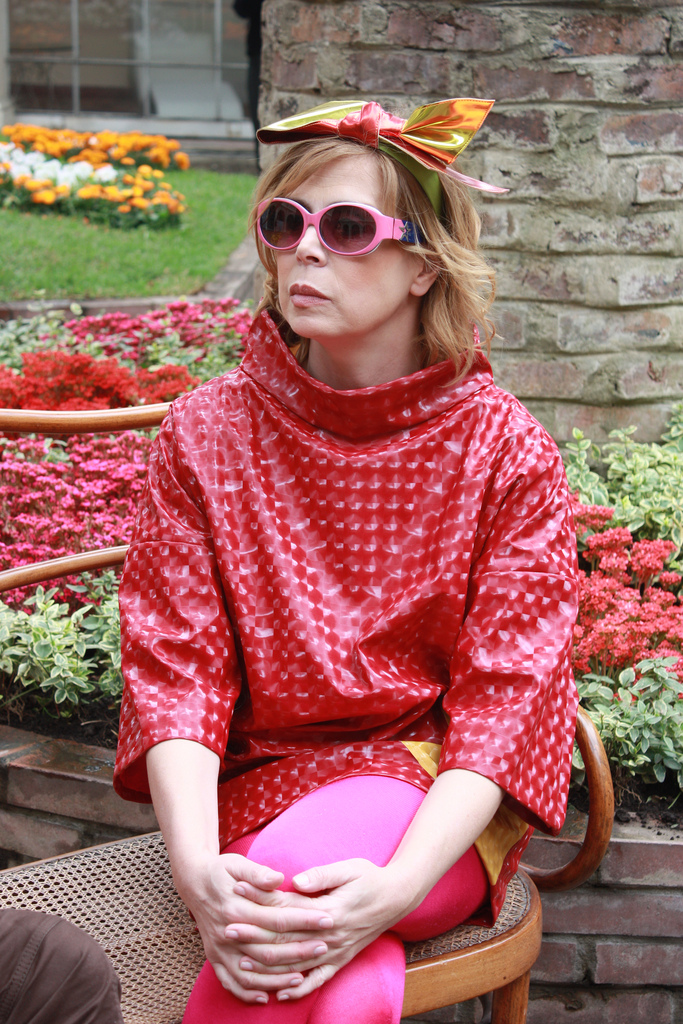
Ágatha Ruiz de la Prada (* 1960)

- Ruiz de Villegas, Fernando, spanischer Dichter
- Ruiz del Río, Emilio (1923–2007), spanischer Spezialeffektekünstler
- Ruiz del Valle, Víctor (* 1969), mexikanischer Fußballspieler
- Ruiz Díaz, Haibrany (* 1992), uruguayischer Fußballspieler
- Ruiz Díaz, Lucas (* 1990), argentinischer Fußballspieler
- Ruiz Díaz, Sebastián (* 1993), uruguayischer Fußballspieler
- Ruiz Escaño, Antonio (* 1951), spanischer Kinderdarsteller und Stuntman
- Ruiz Espadero, Nicolás (1832–1890), kubanischer Pianist und Komponist
- Ruiz Esparza, Roberto (* 1965), mexikanischer Fußballspieler
- Ruiz García, Arturo (1957–1977), studentischer Aktivist der politischen Linken, Opfer eines politischen Mordes
- Ruiz García, Samuel (1924–2011), mexikanischer Geistlicher, Bischof von San Cristobal de las Casas, Friedensaktivist
- Ruiz Guiñazú, Enrique (1882–1967), argentinischer Politiker und Diplomat
- Ruiz Herrero, Carlos (* 1948), spanischer Fußballspieler
- Ruiz Huidobro, Pascual (1752–1813), spanischer Politiker
- Ruiz Jiménez, Francisco Santiago (1920–1980), chilenischer Fußballspieler
- Ruiz Llaguno, Jaime, mexikanischer Unternehmer und Fußballfunktionär
- Ruiz López, Arturo (* 1974), spanischer Badmintonspieler
- Ruiz López, Hipólito (1754–1815), spanischer Botaniker
- Ruiz Mainardi, Rubén Darío (* 1964), argentinischer römisch-katholischer Geistlicher, Erzbischof und Diplomat des Heiligen Stuhls
- Ruiz Martorell, Julián (* 1957), spanischer Geistlicher, römisch-katholischer Bischof von Sigüenza-Guadalajara
- Ruiz Massieu, Carlos, mexikanischer Diplomat
- Ruiz Massieu, Claudia (* 1972), albanische Politikerin und Ministerin
- Ruiz Massieu, Mario (1950–1999), mexikanischer Botschafter
- Ruiz Mateos, José María (1931–2015), spanischer Unternehmer
- Ruíz Matos, José (1966–1997), puerto-ricanischer Boxer
- Ruiz Molina, Jesús (* 1959), spanischer Ordensgeistlicher, römisch-katholischer Bischof von Mbaïki
- Ruiz Montañez, Miguel (* 1962), spanischer Schriftsteller und Hochschullehrer
- Ruiz Mora, Henry Orlando (* 1973), honduranischer römisch-katholischer Geistlicher und Bischof von Trujillo in Honduras
- Ruiz Navas, José Mario (1930–2020), ecuadorianischer Geistlicher, römisch-katholischer Erzbischof von Portoviejo
- Ruiz Ortiz, Ulises (* 1958), mexikanischer Politiker
- Ruiz Pérez, Laura (* 2004), spanische Radrennfahrerin
- Ruiz Pérez, Lucía (* 2004), spanische Radrennfahrerin
- Ruiz Robles, Ángela (1895–1975), spanische Erfinderin und Lehrerin
- Ruiz Román, María (* 1983), spanische Fußballspielerin
- Ruiz Santaella, José (1904–1997), spanischer Agraringenieur und Diplomat
- Ruiz Soler, Antonio (1921–1996), spanischer Tänzer und Choreograf
- Ruiz Suárez, Luis (1913–2011), spanischer Ordensgeistlicher und Missionar
- Ruiz Tagle, Francisco († 1860), Präsident von Chile
- Ruíz Urquín, Guadalupe Antonio (* 1971), mexikanischer römisch-katholischer Geistlicher, Prälat von Huautla
- Ruiz Velásquez, William de Jesús (1942–2024), kolumbianischer römisch-katholischer Priester, Apostolischer Präfekt von Leticia und Pfarrer der Pfarrei Mercedes de Yarumal
- Ruiz y Flóres, Leopoldo (1865–1941), mexikanischer Bischof
- Ruiz y Flores, Maximino (1875–1949), mexikanischer Geistlicher, Weihbischof in Mexiko-Stadt
- Rúiz y Rodríguez, José Manuel Dámaso (1874–1940), kubanischer Geistlicher und Erzbischof von San Cristóbal de la Habana
- Ruiz Zafón, Carlos (1964–2020), spanischer SchriftstellerCarlos Ruiz Zafón (1964–2020)

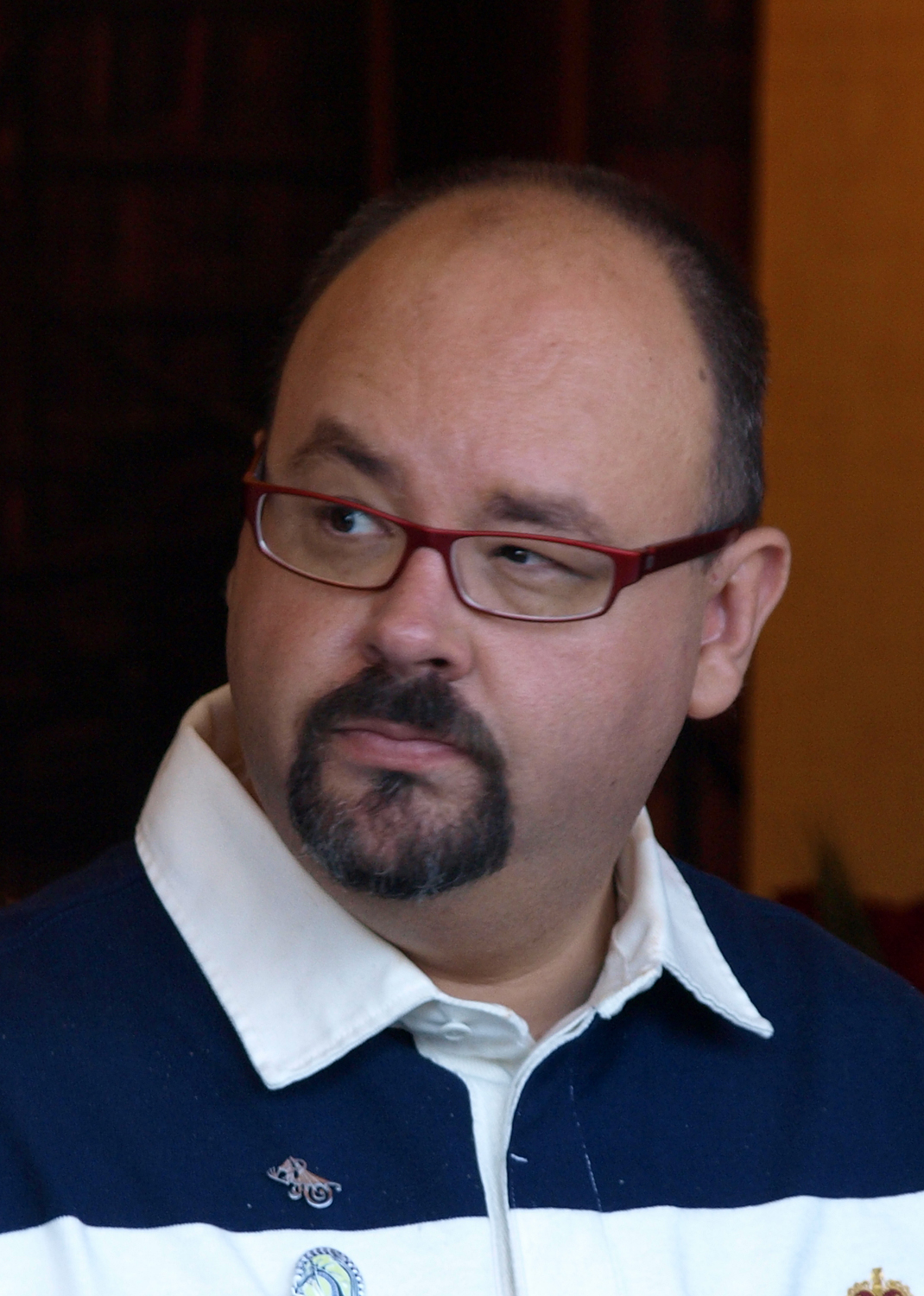
Carlos Ruiz Zafón (1964–2020)

- Ruiz Zárate, Rodrigo (1921–1999), mexikanischer Fußballspieler
- Ruiz Zorrilla, Manuel (1833–1895), spanischer Politiker und Regierungspräsident
- Ruiz, Abel (* 2000), spanischer Fußballspieler
- Ruiz, Adrian (* 1937), US-amerikanischer Pianist
- Ruiz, Alice (* 1946), brasilianische Lyrikerin und Übersetzerin
- Ruiz, Andy (* 1989), US-amerikanischer Boxer
- Ruiz, Ángela (* 2006), mexikanische Bogenschützin
- Ruiz, Antonio M. (1892–1964), mexikanischer Maler und Bühnenbildner
- Ruiz, Benjamín (* 1981), chilenischer Fußballspieler
- Ruiz, Bernardo (1925–2025), spanischer Radrennfahrer
- Ruiz, Bryan (* 1985), costa-ricanischer Fußballspieler
- Ruiz, Carlos (* 1979), guatemaltekischer Fußballspieler
- Ruiz, Carlos-Enrique (* 1943), kolumbianischer Dichter, Essayist, Hochschullehrer und Rektor der Universidad Nacional de Colombia
- Ruiz, Cesar (* 1999), US-amerikanischer American-Football-Spieler
- Ruiz, Cristina (* 1999), spanische Mittel- und Langstreckenläuferin
- Ruiz, Daniel (* 2003), venezolanischer Mittelstreckenläufer
- Ruíz, David (1912–1994), chilenischer Fußballspieler
- Ruiz, Diego (* 1977), spanischer Skilangläufer
- Ruiz, Diego (* 1980), argentinischer Fußballspieler
- Ruiz, Diego (* 1982), spanischer Mittelstreckenläufer
- Ruiz, Edicson (* 1985), venezolanischer Kontrabassist
- Ruiz, Efraín, mexikanischer Fußballspieler
- Ruiz, Elena (* 2004), spanische Wasserballspielerin
- Ruíz, Enzo (* 1988), uruguayischer Fußballspieler
- Ruiz, Eriz (* 1984), spanischer Radrennfahrer
- Ruiz, Federico (* 1948), venezolanischer Komponist
- Ruíz, Flor (* 1991), kolumbianische Speerwerferin
- Ruiz, Floreal (1916–1978), argentinischer Tangosänger
- Ruiz, Frankie (1958–1998), US-amerikanischer Salsa-Sänger
- Ruiz, Gabriel (1908–1999), mexikanischer Komponist
- Ruiz, Gerardo Daniel (* 1985), mexikanischer Fußballtorhüter
- Ruiz, Gustave (* 1840), französischer Komponist
- Ruiz, Héctor (* 1945), mexikanisch-US-amerikanischer Manager
- Ruiz, Hilton (1952–2006), US-amerikanischer Jazz-Pianist und Komponist
- Ruiz, Hugo (* 1986), mexikanischer Boxer
- Ruiz, Jaime Alfonso (* 1984), kolumbianischer Fußballspieler
- Ruiz, Javier (* 1979), spanischer Cyclocross- und Straßenradrennfahrer
- Ruiz, Jean (* 1998), französischer Fußballspieler
- Ruiz, Jenny (* 1983), mexikanisch-US-amerikanische Fußballspielerin
- Ruiz, Joaquín (* 1959), spanischer Judoka
- Ruiz, John (* 1972), US-amerikanischer BoxerJohn Ruiz (* 1972)

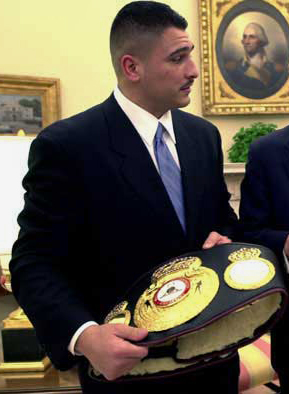
John Ruiz (* 1972)

- Ruiz, Jorge Armando (* 1989), kolumbianischer Leichtathlet
- Ruiz, José (* 1904), mexikanischer Fußballspieler
- Ruiz, José (* 1980), spanischer Radrennfahrer
- Ruiz, José Antonio (* 1951), spanischer Tänzer und Choreograf des spanischen Tanzes und des Flamenco
- Ruiz, Juan, spanischer Dichter
- Ruiz, Julián (* 1960), spanischer Handballspieler, -trainer und -funktionär
- Ruiz, Justo (* 1969), andorranischer Fußballspieler
- Ruiz, Kevin (* 1991), deutsch-spanischer Fußballspieler
- Ruiz, Laureano (* 1937), spanischer Fußballspieler und -trainer
- Ruiz, Laurentius († 1637), philippinischer Heiliger
- Ruíz, Lázaro Maikel (* 1984), kubanischer Gewichtheber
- Ruiz, Maelo (* 1966), puerto-ricanischer Salsamusiker
- Ruiz, Marcel (* 2000), mexikanischer Fußballspieler
- Ruiz, Marcel (* 2003), puerto-ricanischer Schauspieler
- Ruiz, Marco Antonio (* 1969), mexikanischer Fußballspieler
- Ruiz, María Juliana (* 1978), kolumbianische Juristin, Sekretärin, Funktionärin, Primera Dama Kolumbiens (seit 2018)
- Ruiz, María Teresa (* 1946), chilenische Astronomin
- Ruiz, Mario Alejandro (* 1977), mexikanischer Fußballspieler
- Ruiz, Mercedes (* 1980), spanische Flamenco-Tänzerin
- Ruiz, Miguel (* 1952), mexikanischer Autor, Schamane und Toltekenmeister
- Ruíz, Noel (* 1987), kubanischer Sprinter
- Ruiz, Olivia (* 1980), französische SängerinOlivia Ruiz (* 1980)

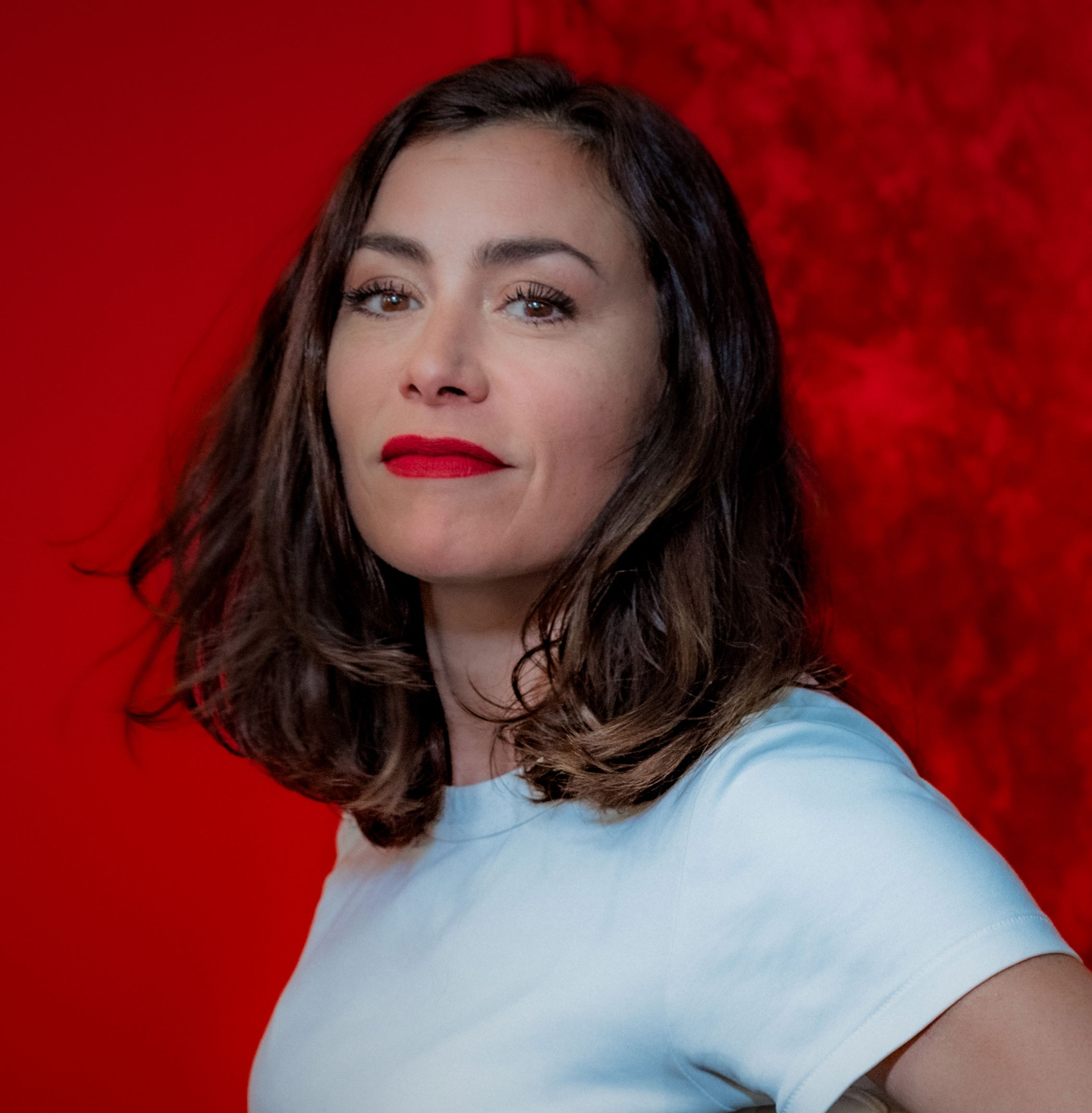
Olivia Ruiz (* 1980)

- Ruiz, Óscar (* 1969), kolumbianischer Fußballschiedsrichter
- Ruiz, Pablo (* 1975), argentinischer Sänger und Schauspieler
- Ruiz, Raúl (1941–2011), chilenischer Filmregisseur, Drehbuchautor und Filmproduzent
- Ruiz, Raul (* 1972), US-amerikanischer Politiker der Demokratischen Partei
- Ruiz, Rebecca (* 1982), Schweizer Politikerin (SP)
- Ruiz, Renato (* 1981), brasilianischer Straßenradrennfahrer
- Ruiz, Rey (* 1966), kubanischer Salsamusiker
- Ruiz, Ricardo (1914–1976), argentinischer Tangosänger
- Ruiz, Rodrigo (* 1972), chilenischer Fußballspieler
- Ruiz, Simón († 1597), spanischer Kaufmann und Bankier
- Ruiz, Teresa (* 1988), mexikanische SchauspielerinTeresa Ruiz (* 1988)

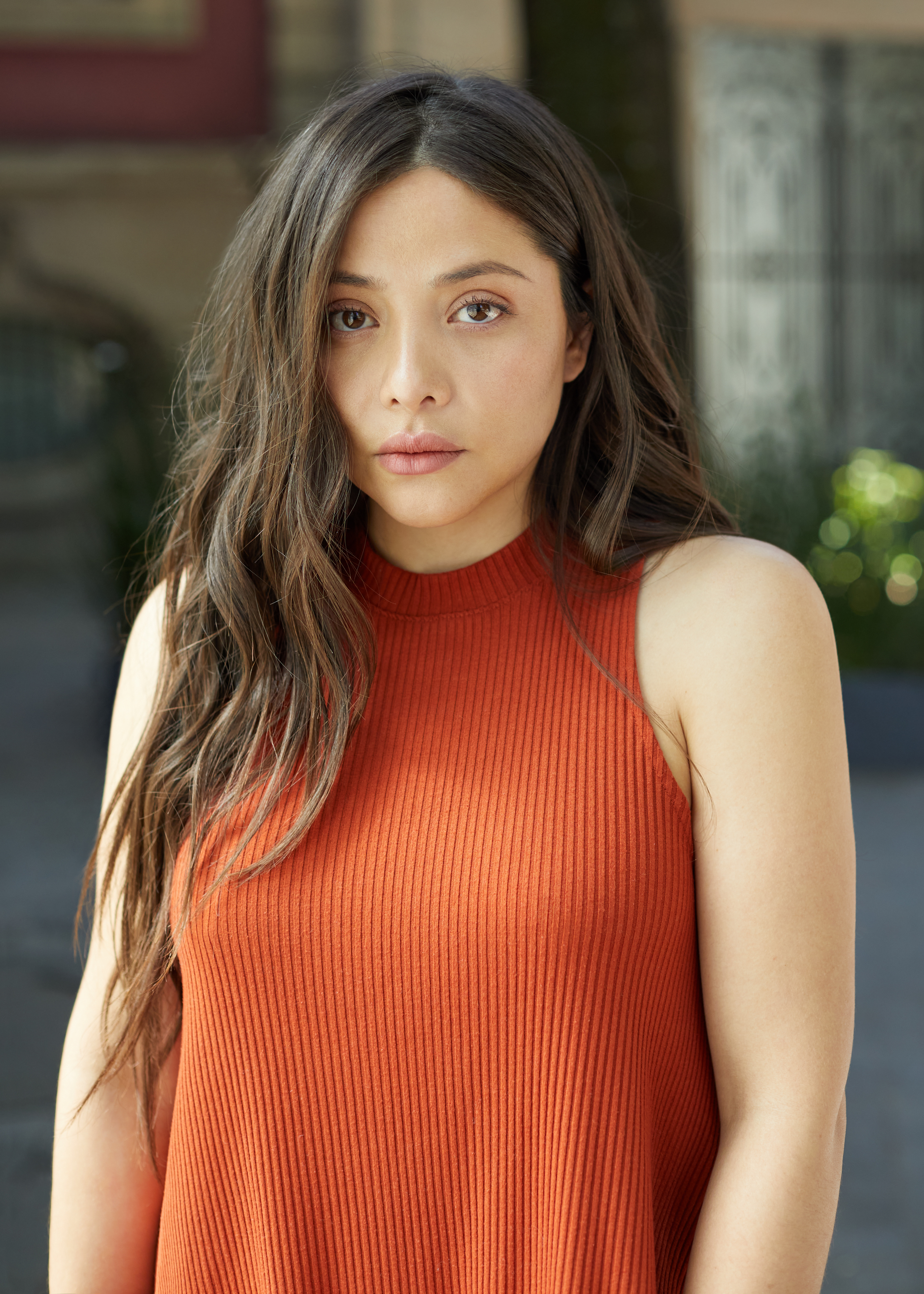
Teresa Ruiz (* 1988)

- Ruiz, Tomás (* 1992), argentinischer Volleyballspieler
- Ruiz, Tracie (* 1963), US-amerikanische Synchronschwimmerin
- Ruiz, Úrsula (* 1983), spanische Kugelstoßerin
- Ruiz, Víctor (* 1989), spanischer Fußballspieler
- Ruiz, Víctor (* 1993), spanischer Hindernisläufer
- Ruiz, Xavier (* 1970), Schweizer Filmproduzent, Filmregisseur und Filmeditor
- Ruiz, Yeray (* 2003), spanischer Motorradrennfahrer
- Ruiz, Yumilka (* 1978), kubanische Volleyballspielerin
- Ruiz-Atil, Kays (* 2002), französisch-marokkanischer Fußballspieler
- Ruiz-Bazán, Daniel (* 1951), spanischer Fußballspieler
- Ruiz-Gallardón, Alberto (* 1958), spanischer Politiker (PP) und Justizminister
- Ruiz-Jarabo Colomer, Dámaso (1949–2009), spanischer Jurist, Generalanwalt des Europäischen Gerichtshofs
- Ruiz-Pipó, Antonio (1934–1997), spanischer Pianist und Komponist
- Ruizpalacios, Alonso (* 1978), mexikanischer Filmregisseur und Drehbuchautor